# Ruages
Ruages település Franciaországban, Nièvre megyében. Lakosainak száma 85 fő (2022. január 1.). Ruages Saizy, Anthien, Chitry-les-Mines, Corbigny, Dirol, Marigny-sur-Yonne, Moissy-Moulinot, Monceaux-le-Comte és Neuffontaines községekkel határos.

## Népesség
A település népessége az elmúlt években az alábbi módon változott:
| Lakosok száma | 112  | 100  | 103  | 93   | 91   | 89   | 88   | 86   | 85   |
|               | 2013 | 2015 | 2016 | 2017 | 2018 | 2019 | 2020 | 2021 | 2022 |